# Pomeroon (fleuve)
Pour les articles homonymes, voir Pomeroon.
Le Pomeroon est un fleuve du Guyana, qui a son embouchure dans l'Océan Atlantique.

## Histoire
Les Néerlandais furent les premiers à s'installer durablement le long du fleuve en y implantant une colonie au XVIIe siècle : Pomeroon. Celle-ci fut saccagée à plusieurs reprises et ne fut recolonisée qu'au XVIIIe siècle comme partie intégrante de la colonie d'Essequibo.